# Ojos Así
«Ojos Así» (укр. «Очі, схожі на ті») — шостий сингл колумбійської співачки Шакіри з альбому «¿Dónde están los ladrones?», випущений у 1999 році лейблом Sony Latin.

## Інформація
Шакіра виконує пісню арабською мовою у альбомній, реміксовій версіях.
«Ojos Así» стала популярною у країнах Латинської Америки. Пісня стала найбільшим хітом Шакіри з часів «Estoy Aquí».

## Чарти
| Чарт                           | Найвища позиція |
| ------------------------------ | --------------- |
| US Latin Songs (Billboard)     | 22              |
| US Latin Pop Songs (Billboard) | 9               |